# Пізня ягода
«Пізня ягода» (рос. «Поздняя ягода») — радянський художній фільм 1978 року, знятий на кіностудії «Мосфільм».

## Сюжет
Непросто складається доля Павліни: пізня любов ставить під удар усталене роками сімейне життя…

## У ролях
- Валерія Заклунна — Павла Андріївна Брус
- Олексій Серебряков — Кузьма Брус, молодший син Павли
- Георгій Юматов — Тихон Брус, чоловік Павли
- Ігор Лєдогоров — Микола Попов, бригадир бурильників
- Андрій Градов — Олексій Брус, старший син Павли
- Олександра Турган — Віолетта Романівна Сорока (Віта), археолог
- Анна Калтуріна — Тонька Недобежкіна, Антоніна Філаретівна
- Михайло Жигалов — Валерій Миколайович Путніков, археолог
- Олексій Криченков — Володимир Мошкін, буровик
- Ніна Зоткіна — Шурочка
- Олексій Панькин — Ленков, буровик
- Сергій Ніколаєв — Нохрін
- Олексій Мілюхін — Брагін
- Олександр Пятков — Черніков, буровик
- Микола Волков — Інокентій
- Юрій Гришмановський — археолог
- Петро Любешкін — голова колгоспу
- Микола Погодін — епізод
- Юрій Саг'янц — Арсен Суфіяров, майстер на буровій
- Михайло Розанов — епізод
- Тетяна Новицька — епізод

## Знімальна група
- Режисер-постановник — Федір Філіппов
- Сценарист — Олексій Сімуков
- Оператор-постановник — Віктор Якушев
- Композитор — Володимир Мартинов
- Художник-постановник — Фелікс Ясюкевич